# MUSIC FOR THE PEOPLE
〈MUSIC FOR THE PEOPLE〉은 V6의 데뷔 싱글이다.

## 해설
이 해 이후, 배구 월드컵의 주제곡은 쟈니즈 아이돌 그룹이 노래부르는 것으로 되어서 현재까지 담당하고 있다.
V6로서는 〈사랑인 거야〉에 뒤잇는 2번째로 높은 매상이다.
초회 특전에 〈V6 오리지널 메모〉 봉입. CD 자켓과 같은 사이즈이기 때문에, 2매 세트로 보인다.

## 수록곡
1. MUSIC FOR THE PEOPLE
  - 작사: 아키모토 야스시 / 작곡: 지안카를로 파스퀴니, Sandro Oliva, Alberto Contini, Jennifer Batten / 편곡: 키무라 타카시

후지 TV 《배구 월드컵 1995》, 《제26회 봄 고교 배구》 이미지 송
후지 TV 드라마 《V의 불꽃》 오프닝 곡
2. Theme of Coming Century - Coming Century
  - 작사: JOHNNY.K / 작곡: Andrea Leonardi / 편곡: 호시노 야스히코

D-Essex의 〈Tokyo Tokyo〉 커버
3. MUSIC FOR THE PEOPLE (カラオケ)
4. Theme of Coming Century (カラオケ)